# 兴化市
兴化市 为中国江苏省下辖县级市，现由泰州市代管。位于长江、淮河、黄海和京杭大运河之间的里下河地域内，是中国百强县。兴化是商品粮、水产品生产与集散基地，又是一座文化名城和新兴旅游城市。兴化市拥有耕地180万亩，市人民政府駐昭阳街道南亭路2号。

## 历史

### 综述
兴化是江苏省历史文化名城，拥有2500年建城史，古称昭阳、楚水。春秋、战国时期为吴楚之地，周慎靓王时为楚国上柱国昭阳的食邑，五代杨吴武义二年（公元920年）划海陵县北境设招远场，旋改设为兴化县，故有“昭阳古邑”、“海陵旧址”之称。

### 史前史
- 位于林湖乡境内的影山头遗址属江淮地区原始文化的中期，距今约6300年到5500年之间。
- 位于张郭镇境内的蒋庄遗址属新石器时代的良渚文化，距今约5200年到4200年之间。
- 位于戴窑镇境内的东古遗址属新石器时代的良渚文化，距今约5200年到4200年之间。
- 位于林湖乡境内的南荡遗址属新石器时代的龙山文化，距今约4000年。

### 建制沿革
- 五代以前属海陵县境。
- 五代杨吴武义二年（公元920年）划海陵县北境设招远场，旋改设为兴化县。
- 五代南唐时兴化县属海陵郡。
- 宋代，兴化县始隶泰州，后改属扬州。南宋高宗建炎四年（1130年）升高邮军为承州，以兴化来属；高宗绍兴五年（1135年）废兴化县为昭阳镇，并入泰州；绍兴十九年（1149年）恢复兴化县，仍属泰州。绍兴三十一年（1161年）又建高邮为军，仍以兴化隶属，后又复隶泰州。孝宗淳熙四年（1177年）再隶高邮。
- 元代，兴化县属河南江北等处行中书省淮东道高邮府。
- 明代，兴化县属直隸扬州府高邮州。
- 清代，兴化县属扬州府高邮州，后直隶扬州府。
- 民国时期，辛亥革命以后，兴化县直属江苏省。1933年省下设专区，兴化县隶属于盐城专区。抗日战争时期期间，1939年-1941年间一度成为江苏省政府临时驻地。1942年5月，析兴化县东北境和东台县北境建立台北县（后改大丰县，今大丰市），兴化辖境缩小到串场河以西。
- 建国后隶属于扬州地区、地级扬州市。1987年撤县建市，改为兴化市。1996年改隶新成立的地级泰州市。
- 撤销兴化市昭阳镇、临城镇、西鲍乡，设立兴化市昭阳街道、临城街道、兴东镇【苏政复〔2016〕121号】。
- 撤销兴化市垛田镇，设立兴化市垛田街道。撤销兴化市安丰镇、下圩镇、老圩乡，设立新的安丰镇。撤销兴化市沙沟镇、周奋乡，设立新的沙沟镇。撤销兴化市缸顾乡、李中镇、西郊镇，设立兴化市千垛镇。苏政复〔2018〕30号 （页面存档备份，存于）

### 军事
- 兴化古为水乡，交通不便，向有“自古昭阳好避兵”的说法，古代极少卷入战事。
- 抗战时期因此成为江苏省战时省会，是苏北地区（按，当时“苏北”概念与今天不同，指江苏江淮地区）抗日力量的政治、军事、经济、动员中心。1939年12月，苏北又划分为两个游击区：第一游击区，以副总司令部、江苏省政府所在地兴化为中心，包括高邮、宝应、淮阴、淮安一带，由韩德勤任第一游击区总指挥（兼）；第二游击区，主要在泰县、泰兴以及苏皖边区一带，由苏北游击总司令、鲁苏皖边区游击总指挥李明扬任第二游击区总指挥。

## 人口
2020年末，根據第七次全国人口普查全市总户数49.81万户（公安人口年报数据，下同），户籍人口152.75万人，户均人口3.07人。 在总人口中男性80.05万人，女性72.7万人。

## 地理

### 行政区划

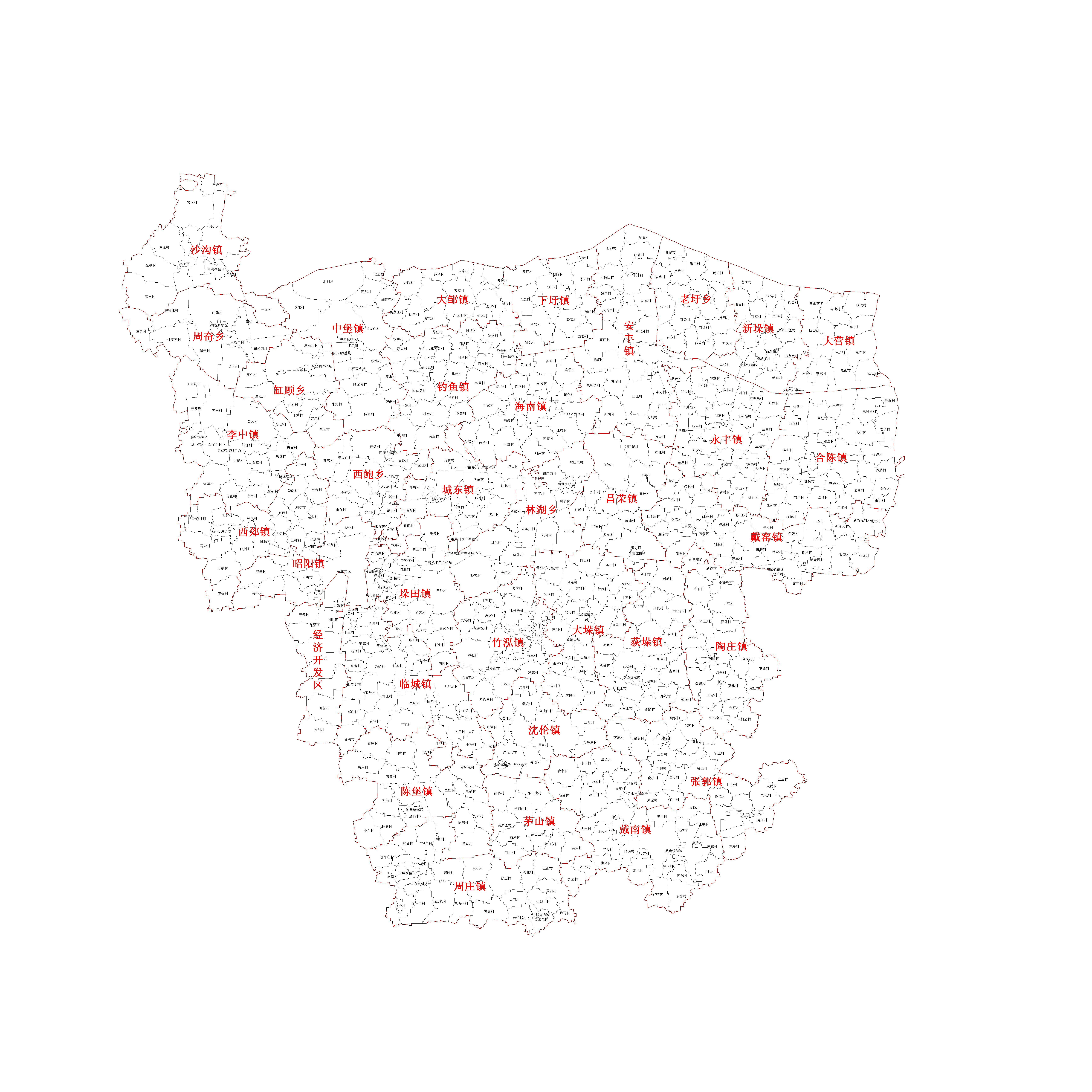
兴化市行政区划图

兴化市下辖3个街道办事处、22个镇、1个乡：
昭阳街道、临城街道、垛田街道、戴窑镇、合陈镇、永丰镇、新垛镇、安丰镇、海南镇、钓鱼镇、大邹镇、沙沟镇、中堡镇、竹泓镇、沈埨镇、大垛镇、荻垛镇、陶庄镇、昌荣镇、茅山镇、周庄镇、陈堡镇、戴南镇、张郭镇、大营镇、兴东镇、千垛镇、林湖乡、兴化经济开发区和良种场。

### 区位
兴化市地处江淮之间，里下河地区腹部,东邻大丰、东台，南接姜堰、江都，西与高邮、宝应接壤，北与盐城市隔河相望。位于北纬32°44′～33°16′，东径119°43′～120°16′。政区东西、南北间距各约55公里。兴化市总面积2393.35平方公里，其中陆地面积1766平方公里，占73.8%，河道、湖荡、滩地等水域面积627平方公里，占26.2%。

### 地形
兴化地势低洼平坦，地面高程在1.40米～3.20米之间，平均高程1.80米（废黄河高程系，下同）。境内地势东部、南部稍高，西北部偏低，为周边高中间低的碟型洼地，是里下河地区建湖、兴化、溱潼三大洼地中最低洼的地方，俗称“锅底洼”。兴化为里下河浅洼平原区，位于江淮平原的里下河凹陷中心地带，为中新生代断隘盆地持续沉降区，古地貌为大型湖盆洼地。在第四纪，洼地经由江河、海合力堆积，经历了海湾——泻湖——水网平原的演化过程，形成湖荡、沼泽地貌特征，均为第四系全新统湖积层和河流泛滥物所覆盖，其基底是以碳酸盐为主的古生代地层。

### 水文
兴化属淮河流域，境内河道纵横，湖荡棋布。历史上为适应西有运堤归海五坝，东有入海五港的排水格局，水系以东西走向为主。随着江都水利枢纽和高港水利枢纽的建成，境内水系逐步调整为南北走向，原有东西向河道已成为引排调度河道。境内湖荡众多，面积较大的有：大纵湖、吴公湖、郭正湖、平旺湖、得胜湖、乌巾荡、沙沟南荡、癞子荡、官庄荡、王庄荡、花粉荡、广洋荡、团头荡，俗称“五湖八荡”。建国后，兴化站多年平均最高水位2.10米，多年平均最低水位0.86米，最高水位发生在1991年7月15日，达3.35米，最低水位出现在1953年6月19日，只有0.28米。

### 气候
兴化位于北亚热带湿润季风气候区，兼受大陆与海洋性气候影响，具有四季分明，雨量充沛、冬寒夏热和雨热同步等特点，大气环境质量优于国家Ⅱ级。年平均气温14°～15℃。无霜期210～220天。兴化历年平均降水量1040.4毫米，但年际变化较大，1991年降水量2080.8毫米，而1978年仅393.6毫米。年内降水量在时空分布上不均，6～9月份降水相对集中，约占全年降水量60%以上。年平均蒸发量为960毫米左右。夏秋之际偶尔会遭受台风和龙卷风的影响。

### 自然资源
全市境内有石油、天然气、地热、矿泉水等矿产资源。油、气、地热开发价值高、潜力大。石油、天然气储量较大，经中石化华东石油局和江苏油田30多年石油勘探，发现边城、周庄、茅山、刘陆等断块油田，石油赋存在新生界下第三系戴南组Ed地层中。陈堡地区探明石油地质储量1800万吨，是江苏最大的陆上整装油田。中石油近年也在兴化市合陈、戴窑、永丰、大营、新垛、老圩、安丰、海南、陶庄、大垛、获垛、昌荣、林湖、竹泓、垛田、临城、开发区、张郭等18个乡镇，初步勘探有较大石油、天然气储量，浙江油田分公司现已在合陈地区正常开采。目前兴化市各油田已达到年产近50万吨石油能力。地处主城区有一含溴含锶偏硅酸复合型矿泉水，品位独特，对人体健康十分有利，全省仅此一家。随着开发地热资源热潮兴起，在城区乌巾荡地区、戴南镇永丰地区勘探成功两口优质的地热井。

### 人口民族
2012年末，全市总人口1572834人，比上年减少158人。全年出生人口16853人（含补报往年出生），比上年增加4979人；人口出生率10.73‰ ，比上年减少3.2‰ ；死亡人数19730人，比上年减少8785人，死亡率12.54‰ ；人口自然增长率-1.83‰ ；全市家庭户数531539万户。
全市少数民族41个，1669人。少数民族有蒙古族、回族、藏族、维吾尔族、苗族、彝族、壮族、布依族、朝鲜族、满族、侗族、瑶族、白族、土家族、哈尼族、傣族、黎族、傈僳族、佤族、畲族、高山族、拉祜族、水族、纳西族、景颇族、土族、羌族、仫佬族、布朗族、仡佬族、阿昌族等。

## 文化

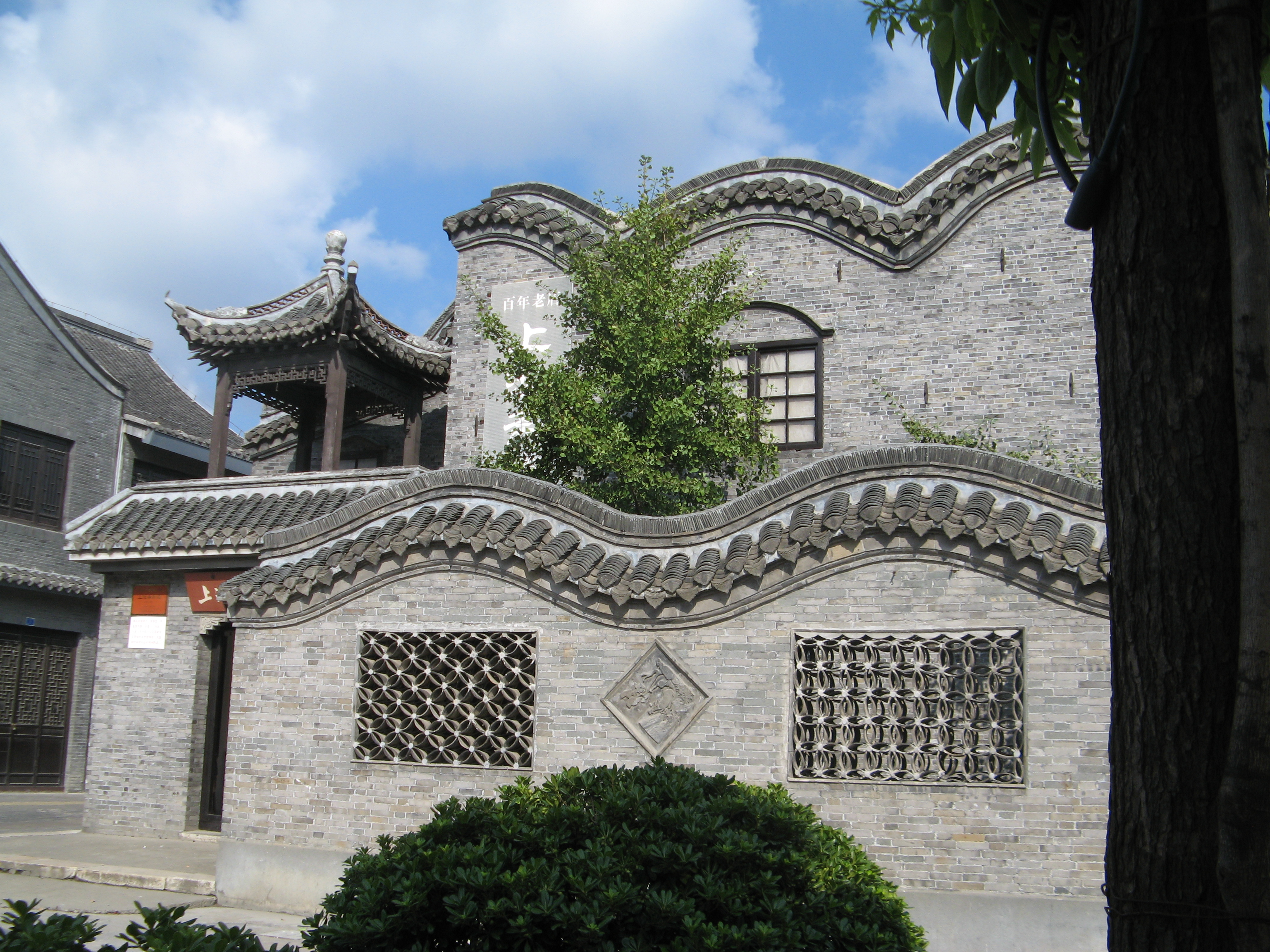
上池斋药店

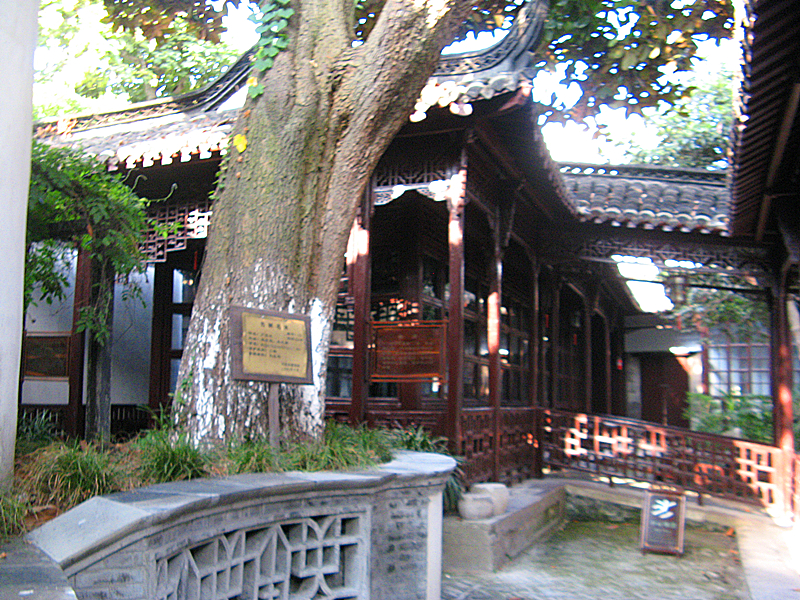
李园（含船厅）

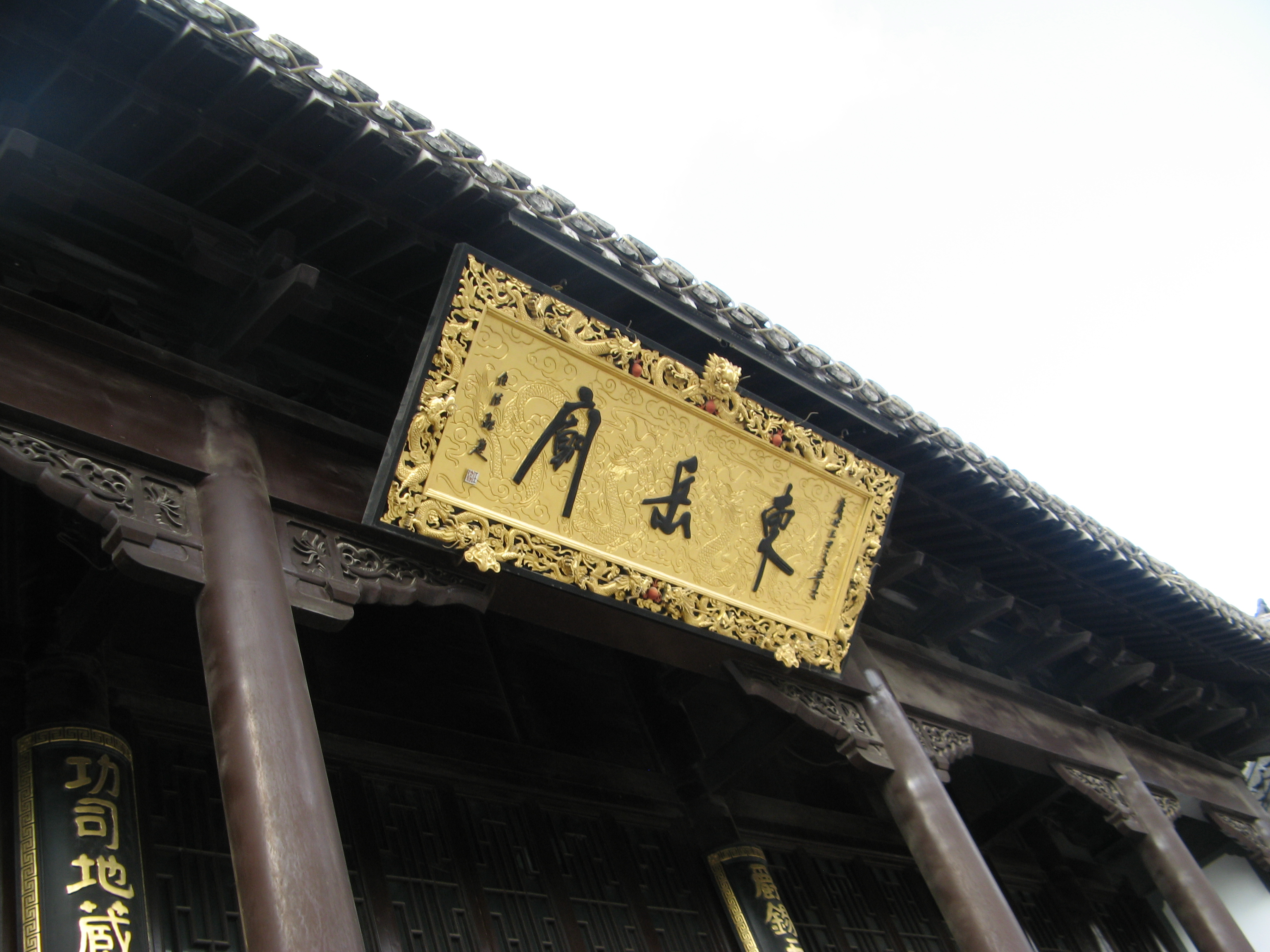
兴化东岳庙

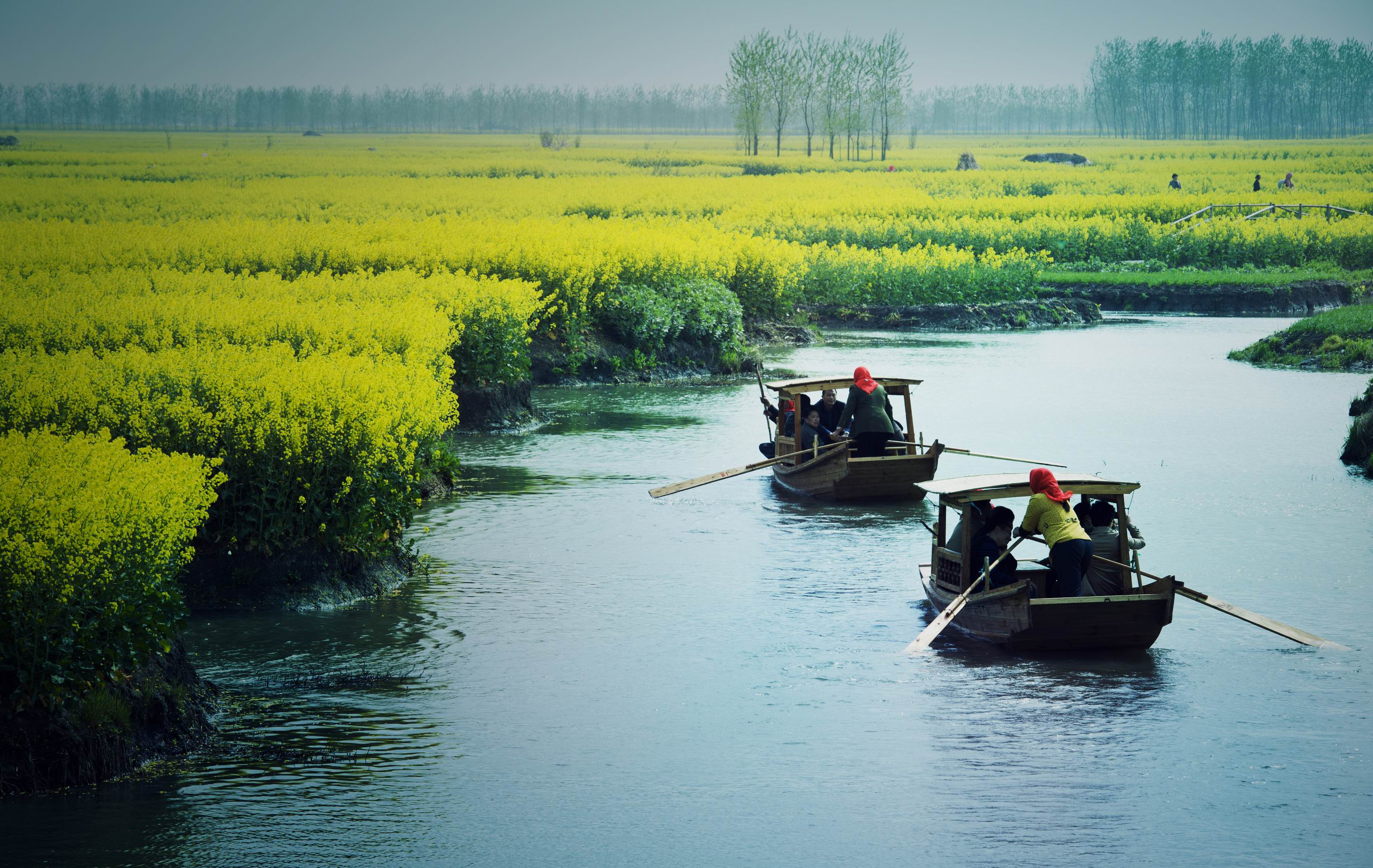
兴化垛田

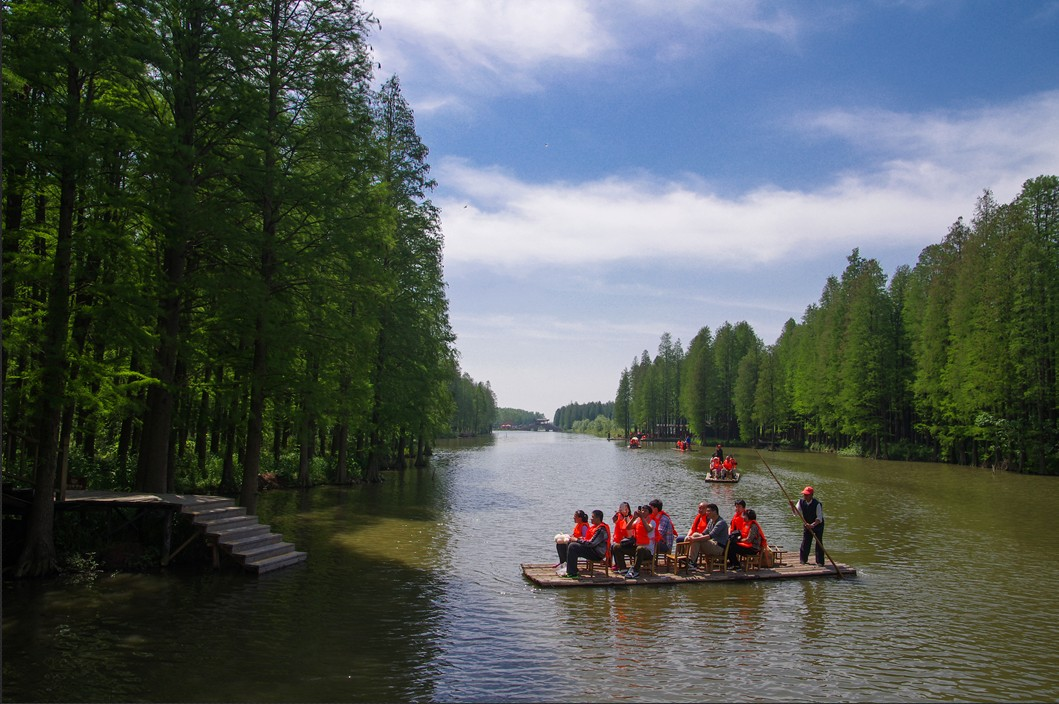
兴化李中水上森林景区

### 综述
兴化传统文化往上可追溯至楚汉文化。

### 饮食
兴化饮食属“淮扬菜系”，烹调以炖、焖、蒸、烧、炒见长，特色菜肴有：炒乌鱼片、醉蟹清炖鸡、醋熘鳜鱼、蟹黄包子、沙沟春卷、沙沟大鱼圆、松花皮蛋、兴化熏烧、戴南香肚、安丰三腊菜等。

### 戏剧
兴化是淮剧的主要发源地和流行地区之一。明代兴化就有昆曲联社。清同治年间至民国初年，徽剧和京剧班社盛极一时。1946年，解放区建有农民剧团。建国后，先后成立的班社有二十多个。1955年，在兴化登记有八个剧团。剧种含淮剧、扬剧、京剧、越剧等，另有木偶剧、杂技、曲艺等演出团体。后经撤并调整，于1987年恢复兴化淮剧团至今。

### 非物质文化遗产
兴化在长期的历史进程中逐渐形成了水乡的特色文化，留传下的非物质文化遗产非常丰富。解放初期，茅山号子曾经唱进中南海，林湖栽秧号子“格上段”被艺术院校选入音乐教材。历代民间艺人薪火相传，大营捏面人、竹泓船艺、麦草编织等民间艺术长盛不衰。庙会等传统文化习俗，随着时代变迁被赋予新的内涵，荡湖船、高跷、莲湘、龙舞等传统文化节目不断推陈出新。

### 方言
兴化方言属于江淮官话通泰片。明初洪武赶散，一批阊门移民迁入，故兴化方言亦含有吴语成分。

### 教育
兴化自古重视教育发展，目前拥有从学前教育到普通高中的完整体系。

#### 古代教育
- 兴化学宫（范仲淹创办）
- 昭阳书院
- 文正书院
- 文明书院
- 景范书院
- 石鹿书院
- 正心书院(草埝)
- 明性书院(西团)
- 仕优书院(西团)
- 诚意书院(白驹)

#### 当代教育
- 小学（城区）
  - 实验小学
  - 第二实验小学
  - 新生中心小学
  - 景范学校
  - 楚水小学
  - 垛田中心小学
  - 城南小学
- 初中（城区）
  - 板桥初级中学
  - 楚水初级中学
  - 昭阳湖初级中学
  - 垛田初级中学
  - 开发区中心校
  - 特殊教育学校
  - 明升双语学校
  - 振兴双语学校
  - 楚天实验学校
- 高中（城区）
  - 江苏省兴化中学（江苏省四星级高中）
  - 兴化市楚水实验学校高中部（江苏省四星级高中）
  - 兴化市第一中学
  - 兴化市文正实验学校
  - 江苏省兴化中等专业学校（国家级重点职业学校）

### 文学
- 兴化是中国明清小说重镇。四大名著最早成篇的《水浒传》的作者施耐庵的故乡和创作地，现保存有其墓地和纪念馆。《梼杌闲评》（又名 《明珠缘》）的作者是明末清初兴化籍的史学名儒李清。另《西游记》、《封神演义》、《三国演义》的作者与兴化亦有不解之缘，甚至有观点认为《西游记》的真正作者是明朝兴化籍的状元宰相李春芳。
- 明清时期文学、书画大家辈出。主要有明后期，诗文主张复古的“嘉靖七子”（后七子）之一的宗臣；清代扬州八怪代表画家郑板桥和李鱓；著名文艺理论家、《艺概》作者刘熙载等。
- 自北宋范仲淹公任兴化知县后形成独特的景范文化。
- 孔尚任名剧《桃花扇》在兴化古城拱极台完成。
- 自1980年代初，高邮籍作家汪曾祺复出文坛后，一大批生于里下河长于里下河的作家，携其“里下河式书写”相继登上文坛，汇聚形成里下河作家群。众多优秀作品先后问鼎鲁迅文学奖、茅盾文学奖等全国重要文学奖项。其中，兴化籍人士有毕飞宇、费振钟、王干、顾保孜、朱辉、庞余亮、顾坚、刘仁前等。

## 旅游
| 兴化的全国重点文物保护单位 | 兴化的全国重点文物保护单位 |
| -------------------------- | -------------------------- |
| 上池斋药店                 | 兴化垛田                   |
| 蒋庄遗址                   |                            |
| 兴化的国家级非物质文化遗产 |                            |
| 竹泓木船制造技艺           | 茅山号子                   |
| 茅山会船                   |                            |

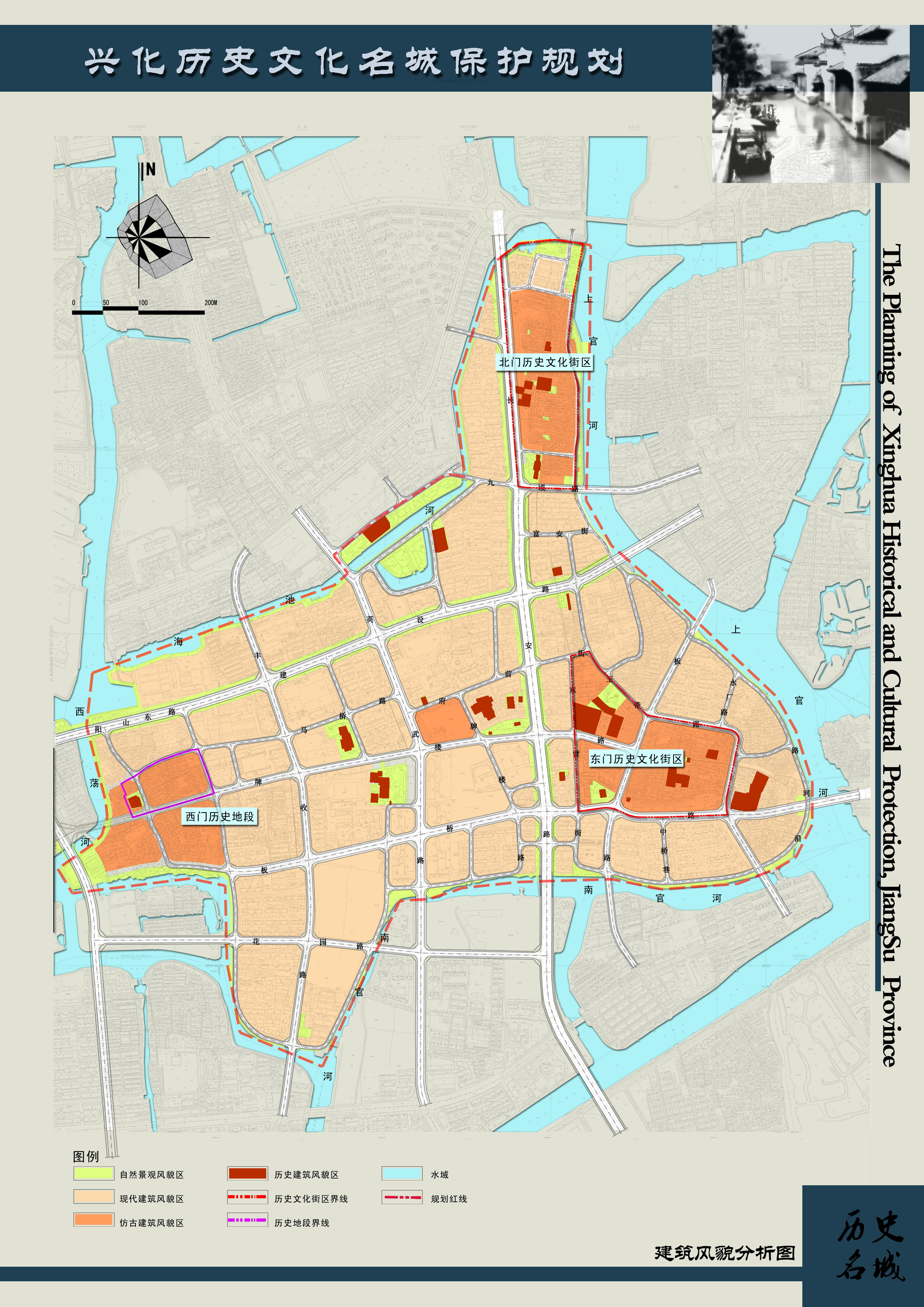
兴化古城三大历史街区

- 全球重要农业文化遗产1个:兴化垛田传统农业系统
- 中华人民共和国全国重点文物保护单位3个：上池斋药店 | 兴化垛田 | 蒋庄遗址
- 中国历史文化名镇1个：沙沟镇
- 国家级4A景区2个：兴化李中水上森林景区 | 郑板桥•范仲淹纪念馆
- 江苏省文物保护单位9个： 李园（含船厅） | 施耐庵墓 | 郑燮墓 | 兴化城墙 | 影山头遗址 | 成氏宅第 | 万兴大典 | 杨家大院 | 兴化垛田
- 国家级非物质文化遗产3个：竹泓木船制造技艺 | 茅山号子 | 茅山会船
- 著名风景名胜区:兴化千垛菜花景区 | 兴化李中水上森林景区 | 乌巾荡风光带 | 得胜湖风光带 | 徐马荒风景区 | 沙沟湖荡 | 兴化历史城区（金东门 | 银北门 | 西门等)

## 经济
兴化属长江三角洲经济发展圈，是全国著名的商品粮、水产品生产与集散基地。境内蕴藏着丰富的石油、天然气等矿产资源，陈堡地区现探明石油储量近2000万吨，结束了兴化无能源的历史。
经过多年来的发展，兴化市初步形成了以不锈钢、食品、机械制造为主的特色产业以及新材料、新能源、电子等为代表的新兴产业，不锈钢制品及材料行业入选“全国百佳产业集群”，脱水蔬菜行业成为江苏省特色产业基地、出口基地和脱水蔬菜质量安全示范区；开发区建成首批国家级农业产业化示范基地，正在积极创建国家级食品产业园；培育了兴达钢帘线、申源特钢等一批重点骨干企业。2013年，全市工业总产值2160.3亿元；591家规模以上工业企业实现产值1153.5亿元、销售1133.5亿元、利税112.2亿元、利润64.4亿元；其中产值过亿元企业356家，5-10亿元21家，10亿元以上7家，兴达公司完成产值74亿元。 

### 农业
兴化市是农业大市，耕地面积191.04万亩，渔业面积83万亩，综合实力位居全国前列，连续11年被表彰为“全国粮食生产先进县（市）”，淡水产品产量连续24年全省第一。盛产水稻、小麦、棉花、油菜以及水产品、生猪等，特产有龙香芋、“中庄醉蟹”和皮蛋等。近年来充分发挥生态优势，坚持以现代农业园区和特色规模基地建设为抓手，大力推进农业现代化工程，重点建设打造“三个百万亩”（百万亩粮食高产增效示范区、百万亩渔业生态养殖区、百万亩生态涵养区），加快推进省级现代农业产业园、钓鱼粮食产业园区、龙香芋产业园建设。同时，深化农村经营体制改革，稳妥推进土地确权登记颁证工作，积极培育发展“三大合作”组织、家庭农场和农业龙头企业，大力实施标准粮田改造工程，促进农业产业化、集约化、品牌化发展。目前，全市新型农业经营主体规模经营比重达45.9%，设施农业、设施渔业面积累计分别达17.52万亩、15.77万亩。建成80万亩国家级绿色食品原料标准化生产基地，创建省级农业园区2家、泰州市级农业园区4家。

## 著名人物

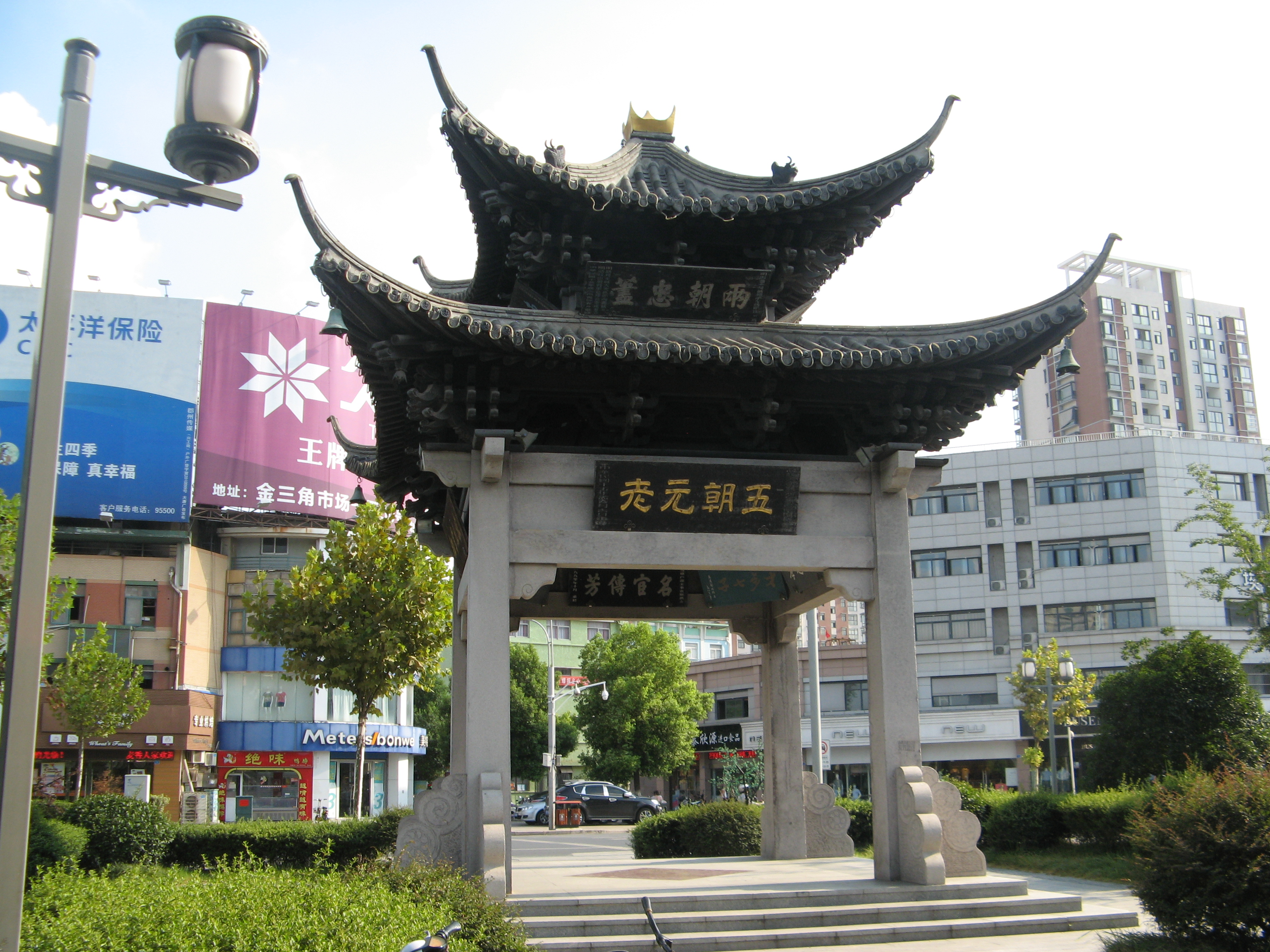
兴化四牌楼

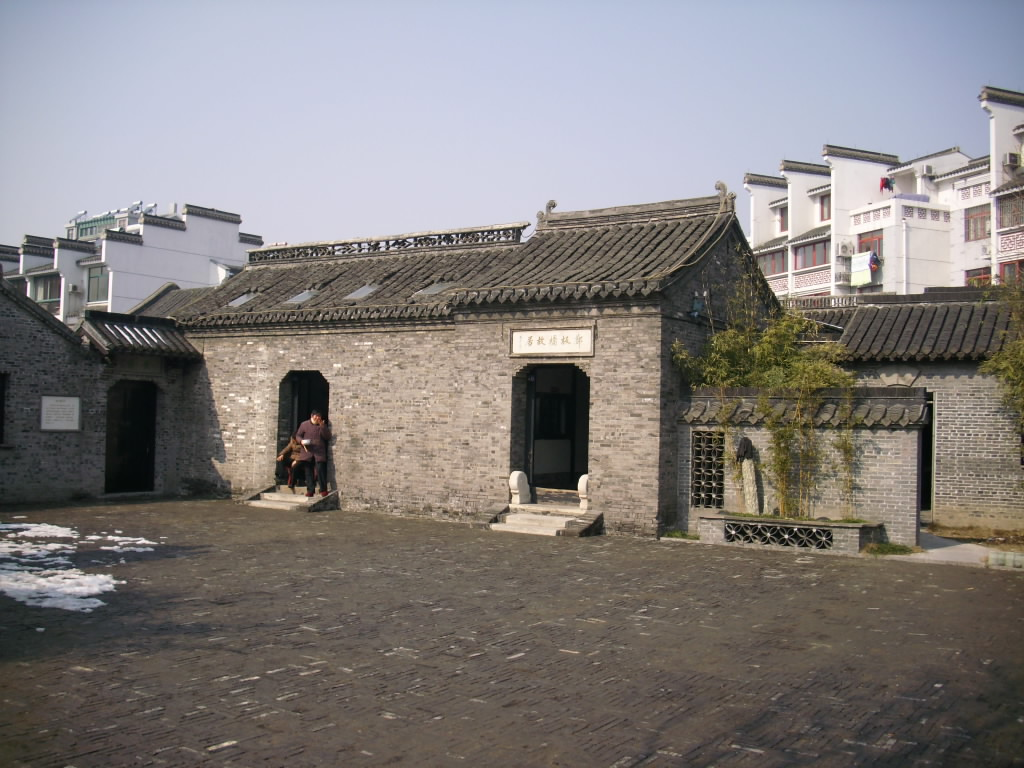
郑板桥故居

## 交通
主条目：兴化交通

## 友好城市
- 日本福岛县浪江町（1996年4月17日缔结）